# Frontières de l'Algérie
 (septembre 2021).

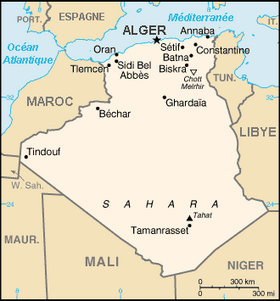
Carte de l'Algérie, mettant en évidence ses frontières terrestres avec les pays voisins.

Les frontières algériennes sont les frontières internationales que partage l'Algérie avec ses États voisins. Elles sont représentées par des lignes délimitant le territoire national où l'État algérien exerce son autorité souveraine.
L'Algérie possède des frontières terrestres et/ou maritimes avec 8 pays.

## Frontières

### Frontières terrestres
L'Algérie partage des frontières terrestres avec ses 6 pays voisins et 1 territoire non autonomes (Sahara occidental), la Libye, le Mali, la Mauritanie, le Maroc, le Niger, et la Tunisie pour un total de 6 734 km.

### Frontières maritimes
L'Algérie possède également des frontières maritimes, la façade maritime au nord du pays sur la Méditerranée avec les pays suivants :
- Espagne
- Italie
- Maroc
- Tunisie

### Récapitulatif
Le tableau suivant récapitule l'ensemble des frontières de l'Algérie :
| Frontières                                        | Longueur (km) | Notes                                              |
| ------------------------------------------------- | ------------- | -------------------------------------------------- |
| Frontière entre l'Algérie et la Libye             | 982           |                                                    |
| Frontière entre l'Algérie et le Mali              | 1 329         |                                                    |
| Frontière entre l'Algérie et la Mauritanie        | 461           |                                                    |
| Frontière entre l'Algérie et le Maroc             | 1 739         | Sans compter le Sahara Occidental                  |
| Frontière entre l'Algérie et le Niger             | 951           |                                                    |
| Frontière entre l'Algérie et la Tunisie           | 1 010         |                                                    |
| Frontière entre l'Algérie et le Sahara occidental | 39            | Il s'agit d'un territoire non autonome selon l'ONU |
| Total                                             | 6 511         |                                                    |

### Tripointsinternationaux (intersections de trois frontières terrestres d'États)
| Algérie | Pays 1            | Pays 2            | Localisation                 | Wilaya frontalière |
| Algérie | Tunisie           | Libye             | 30° 14′ 30″ N, 9° 34′ 30″ E  | Illizi             |
| Algérie | Libye             | Niger             | 23° 31′ 35″ N, 11° 58′ 30″ E | Djanet             |
| Algérie | Niger             | Mali              | 19° 08′ 05″ N, 4° 14′ 35″ E  | In Guezzam         |
| Algérie | Mali              | Mauritanie        | 24° 59′ 50″ N, 4° 49′ 55″ O  | Bordj Baji Mokhtar |
| Algérie | Mauritanie        | Sahara occidental | 27° 17′ 50″ N, 8° 40′ 20″ O  | Tindouf            |
| Algérie | Sahara occidental | Maroc             | 27° 39′ 45″ N, 8° 40′ 10″ O  | Tindouf            |